# Hicham Ouladha
Hicham Ouladha (né le 31 janvier 1995) est un athlète marocain.

## Palmarès

### International
| Date | Compétition              | Lieu    | Résultat | Épreuve | Temps         |
| ---- | ------------------------ | ------- | -------- | ------- | ------------- |
| 2017 | Championnats panarabes   | Radès   | 2e       | 1 500 m | 3 min 52 s 46 |
| 2017 | Jeux de la Francophonie  | Abidjan | 3e       | 1 500 m | 3 min 48 s 14 |
| 2019 | Jeux africains           | Rabat   | 5e       | 1 500 m | 3 min 39 s 00 |
| 2019 | Jeux mondiaux militaires | Wuhan   | 1er      | 1 500 m | 3 min 46 s 44 |

### National
- Championnats du Maroc
  - Vainqueur du 1 500 m en 2018 et en 2019